# Медагама (підрозділ окружного секретаріату)
Підрозділ окружного секретаріату Медагама — підрозділ окружного секретаріату округу Монерагала, провінція Ува, Шрі-Ланка. Головне місто - Медагама. Складається з 35 Грама Ніладхарі.

## Демографія
| Кількість Грама Ніладхарі | Населення (2012) | Площа (км2) | Густота населення (/км2) | Села |
| ------------------------- | ---------------- | ----------- | ------------------------ | ---- |
| 35                        | 35881            | 235         | 153                      | 117  |